# الدوري النمساوي 1950–51
الدوري النمساوي الممتاز 1950–51 (بالألمانية: Österreichische Fußballmeisterschaft 1950/51)‏ هو الموسم 40 من  بوندسليغا النمسا لكرة القدم. أشرف على تنظيمه اتحاد النمسا لكرة القدم، وكان عدد الأندية المشاركة فيه  13، وفاز فيه رابيد فيينا.